# Emilia Wojtyła
Emilia Wojtyła, lánykori nevén Emilia Kaczorowska (Krakkó, 1884. március 26. – Wadowice, 1929. április 13.) Karol Józef Wojtyła, a későbbi Szent II. János Pál pápa édesanyja.

## Élete
Szülei Feliks Kaczorowski (1849-1908) és Anna Maria Scholz (más írásmóddal: Szolc) (1853-1897) voltak. Egyszerű kézműves családba született, amelyben tizenhárom gyermeket neveltek, ő az ötödik volt. Rokonsága Białaból – a mai Bielsko-Białaból – származott el Krakkóba. (Egyik unokaöccse, Aleksander Florkowski emigráns katonatiszt a második világháború idején mint lengyel menekült Magyarországon talált menedéket.) Nyolcosztályos egyházi iskolát végzett az Isteni Szeretet Leányai Kongregáció iskolájában, gyakorló katolikus volt.
Karol Wojtyła tiszthelyettessel a házassági anyakönyv másolata szerint 1906. február 10-én keltek egybe a krakkói Szent Péter és Szent Pál apostolok helyőrségi templomban. Házasságkötése után munkáját abbahagyta. Három gyermekük született: Edmund (orvos volt és fiatalon hunyt el fertőzés következtében), Olga Maria (csupán egy napot élt, 1916. július 7-én született) és Karol, a későbbi pápa.
1929-ben hunyt el szív- és veseelégtelenség következtében. Néhány forrás helytelenül állítja, hogy a negyedik gyermekét várta ekkor. A krakkói Rakowicki temetőben nyugszik.
2010 márciusa óta a nevét viseli az Emilia alagút a Sziléziai vajdaságban.

## Fordítás
- Ez a szócikk részben vagy egészben a Emilia Wojtyła című lengyel Wikipédia-szócikk ezen változatának fordításán alapul.  Az eredeti cikk szerkesztőit annak laptörténete sorolja fel. Ez a jelzés csupán a megfogalmazás eredetét és a szerzői jogokat jelzi, nem szolgál a cikkben szereplő információk forrásmegjelöléseként.